# Temljine
Temljine – wieś w Słowenii, w gminie Tolmin. W 2018 roku liczyła 43 mieszkańców.